# Boarmia clarissa
Boarmia clarissa är en fjärilsart som beskrevs av Butler 1886. Boarmia clarissa ingår i släktet Boarmia och familjen mätare. Inga underarter finns listade i Catalogue of Life.